# Общини в Австрия
Общината (на немски: Gemeinde) е най-малката административна единица в Австрия, която обикновено обхваща едно селище. Към 2013 година в страната има 2354 общини.
Общините се разделят на три групи – 201 града (Städte), 771 пазарни общини (Marktgemeinden) и 1382 обикновени общини (Gemeinden). 15 от градовете се определят като статутни градове (Statutarstädte) и в административно отношение са приравнени към окръзите.